# José Reginaldo Vital
José Reginaldo Vital (sinh ngày 29 tháng 2 năm 1976) là một cầu thủ bóng đá người Brasil.

## Sự nghiệp câu lạc bộ
José Reginaldo Vital đã từng chơi cho Gamba Osaka và Consadole Sapporo.